# Calasparra
Calasparra is een gemeente in de Spaanse provincie en regio Murcia met een oppervlakte van 186 km². Calasparra telt 10.268 inwoners (1 januari 2016). De stad ligt in een bergachtig gebied in het noordwesten van de provincie Murcia.
In tegenstelling tot het omliggende gebied kan Calasparra gebruikmaken van 4 rivieren, waaronder de Segura. Hierdoor staat de stad ook wel bekend om zijn rijstproductie, dit gaat terug tot de 14e eeuw.

## Bezienswaardigheden
In de stad staan twee kerken, de Iglesia San Pedro en de Parish Church. Een andere toeristische attractie in Calasparra is Nuestra Senora de la Esperanza. Dit is een toevluchtsoord uit de 17e eeuw. De legende van de maagd van de stad vertelt ons dat als iemand het standbeeld van de maagd wil meenemen zij zichzelf zo zwaar maakt dat iedereen beseft dat ze daar thuishoort.

## Demografische ontwikkeling
Bron: INE; 1857-2011: volkstellingen
Abanilla · Abarán · Águilas · Albudeite · Alcantarilla · Aledo · Alguazas · Alhama de Murcia · Archena · Beniel · Blanca · Bullas · Calasparra · Campos del Río · Caravaca de la Cruz · Cartagena · Cehegín · Ceutí · Cieza · Fortuna · Fuente Álamo de Murcia · Jumilla · La Unión · Las Torres de Cotillas · Librilla · Lorca · Lorquí · Los Alcázares · Mazarrón · Molina de Segura · Moratalla · Mula · Murcia · Ojós · Pliego · Puerto Lumbreras · Ricote · San Javier · San Pedro del Pinatar · Santomera · Torre-Pacheco · Totana · Ulea · Villanueva del Río Segura · Yecla